# Penicillium commune
Penicillium commune är en svampart som beskrevs av Thom 1910. Penicillium commune ingår i släktet Penicillium och familjen Trichocomaceae.   Inga underarter finns listade i Catalogue of Life.